# 柴山雄一
柴山 雄一（しばやま ゆういち、1978年2月19日 - ）は、日本中央競馬会所属の元騎手で現在は調教助手。

## 略歴

### 騎手になるまで
後輩の柴原央明とは同郷。「競馬なんて全然知らなかったですし、テレビの中継も見たことがなかったです」と本人が語るように、競馬とは全く接点のない家庭に育つ。
中学校3年生のときに、競馬学校に関するドキュメンタリー番組を見た母親から騎手を勧められ、JRAの競馬学校の願書も母親が勝手に取り寄せたという。この母親の勧めが契機となり騎手を志すようになった。
しかし、12期生入学試験のときから競馬学校を受験するも、3年連続で不合格となった。最初の受験時には福永祐一や細江純子らと一緒になり、次の年には武幸四郎や勝浦正樹らと、最後の年には酒井学や池添謙一らと一緒に受験した。
その後、当時アルバイトをしていた滋賀県の牧場から笠松競馬場を紹介され、高校3年生の1学期で学校を中退し、受験先を地方競馬教養センターに切り替えて騎手を目指していくこととなった。

### 笠松時代
1998年にデビュー。兄弟子に当たるのは安藤光彰。デビューの年には体重オーバーによりレース直前の騎乗変更を6回させられている。この時、本人曰く「本当に騎手をクビになりかかっていた」が、師匠の飯干秀人調教師による主催者への懸命の説得でそれを免れた。
これ以後、騎手としての自覚が高まり、2004年には笠松競馬リーディング第4位となるなど若手のホープとなった。2004年に同じ笠松競馬出身の安藤勝己の勧めもあり、JRAの騎手免許試験を受験する。
地方競馬騎手に対しては、中央競馬で5年間で年間20勝以上を2回クリアすると一次試験の筆記試験が免除され二次試験から受験可能である特例が設けられていたが、柴山はこれに該当せず（柴山のそれまでの中央競馬での成績はわずか2勝であったため）、一次試験からの受験となった。それでも猛勉強の末に試験に一発合格。笠松競馬からは安藤勝己に続く2人目の、地方競馬出身者としては前年の小牧太、赤木高太郎に続く4人目の移籍騎手となった。地方通算成績3240戦393勝（JRA72戦2勝）。

### 中央移籍後
2005年3月、美浦所属のJRA騎手として騎乗を開始。当初、大阪府出身ということもあり、栗東所属を考えていたが、畠山吉宏調教師に誘われたことで美浦所属となった。名前の売り込みを兼ねてローカル競馬を中心に活動。勝ち星を面白いように重ね、最終的に80勝を挙げた。暮れの中日新聞杯では念願の重賞初制覇も果たし、この年の「中央競馬騎手年間ホープ賞」を受賞した。
2006年は正月の中山金杯をヴィータローザで制し、また5月14日にはJRA通算100勝を達成した。
2007年は第4回福島牝馬ステークスをスプリングドリューで制し、中央移籍後3年連続の重賞勝利を記録したあとにはロックドゥカンブでラジオNIKKEI賞、セントライト記念を勝つなどの成果を挙げる。
しかし、同年天皇賞・秋にエイシンデピュティに騎乗した際、内にいたコスモバルクが斜行したのを見て馬が過剰に反応し、外に急激に斜行。外にいたアグネスアーク、シャドウゲイト、アドマイヤムーン、ダイワメジャーに大きな不利を与えてしまった。レース後の審議の結果、騎乗馬は8着→14着に降着、自身も11月3日から11月11日まで、開催日4日間の騎乗停止処分となった。
2008年は第26回中山牝馬ステークスでヤマニンメルベイユに騎乗し、2008年初となる重賞勝ちを収めた。
2009年1月1日付で、所属していた畠山吉宏厩舎を離れフリーになった。以降も畠山吉宏厩舎の管理馬には騎乗している。それ以外ではヤマニンメルベイユを始めとする、栗田博憲厩舎の管理馬に騎乗することが多い。
2017年1月28日、東京競馬第2競走のハッスルバッスルに騎乗し1着となり、JRA通算500勝を達成した。
2020年3月4日付で栗東に移籍し、同年3月24日付で武幸四郎厩舎の所属騎手となった。その後、2021年10月6日付で武幸四郎厩舎を離れ、フリーとなった。
2023年12月14日付で3年9か月ぶりに美浦所属となった。
同年12月22日、本人申請により同月31日付で騎手免許を取り下げ、引退することがJRAより発表された。引退後は古賀慎明厩舎の調教助手に転業する。

## 人物
趣味はテニス。小学生の時は野球をやっていたが、中学に野球部がなく軟式テニス、高校では硬式テニスをやっていた。

## 騎乗馬
- グランリーオ（2005年中日新聞杯）
- ヴィータローザ（2006年中山金杯）
- シンボリグラン（2006年スワンステークス2着、マイルチャンピオンシップ3着）
- スプリングドリュー（2007年福島牝馬ステークス）
- ロックドゥカンブ（2007年ラジオNIKKEI賞、セントライト記念）
- ディアヤマト（2007年兵庫ジュニアグランプリ）
- ヤマニンメルベイユ（2008年中山牝馬ステークス、クイーンステークス）
- ヤマニンキングリー（2009年札幌記念）
- ダイショウジェット（2011年オーバルスプリント）
- アルビアーノ（2015年フラワーカップ[9]、スワンステークス [10])
- ミトラ（2015年金鯱賞）
- ルミナスウォリアー（2017年函館記念）[11]

## 騎乗成績
|            | 日付           | 競馬場・開催  | 競走名         | 馬名             | 頭数 | 人気 | 着順 |
| ---------- | -------------- | ------------- | -------------- | ---------------- | ---- | ---- | ---- |
| 初騎乗     | 2000年6月4日   | 2回中京6日6R  | 4歳500万円下   | シルバーグレート | 15頭 | 14   | 9着  |
| 初勝利     | 2003年7月19日  | 2回新潟1日6R  | 2歳新馬        | トーホウチェリー | 14頭 | 1    | 1着  |
| 重賞初騎乗 | 2004年3月6日   | 1回阪神3日11R | チューリップ賞 | ウェルフェア     | 15頭 | 14   | 11着 |
| 重賞初勝利 | 2005年12月10日 | 3回中京3日11R | 中日新聞杯     | グランリーオ     | 16頭 | 8    | 1着  |
| GI初騎乗   | 2005年5月22日  | 3回東京2日11R | 優駿牝馬       | コスモマーベラス | 18頭 | 14   | 10着 |

| 年度   | 1着 | 2着 | 3着 | 騎乗数 | 勝率 | 連対率 | 複勝率 |
| ------ | --- | --- | --- | ------ | ---- | ------ | ------ |
| 2005年 | 80  | 62  | 61  | 739    | .108 | .192   | .275   |
| 2006年 | 52  | 69  | 85  | 810    | .064 | .149   | .254   |
| 2007年 | 40  | 45  | 48  | 675    | .059 | .126   | .198   |
| 2008年 | 30  | 43  | 33  | 684    | .044 | .107   | .155   |
| 2009年 | 14  | 29  | 26  | 629    | .022 | .068   | .110   |
| 2010年 | 20  | 30  | 36  | 589    | .034 | .085   | .146   |
| 2011年 | 24  | 26  | 34  | 566    | .042 | .088   | .148   |
| 2012年 | 27  | 43  | 48  | 655    | .041 | .107   | .180   |
| 中央   | 300 | 350 | 374 | 5419   | .055 | .120   | .189   |
| 地方   | 11  | 12  | 14  | 99     | .111 | .232   | .374   |